# 日商マスター
日商マスター（にっしょうマスター）は、日本商工会議所が認定する資格、称号。パソコンおよびネットワークの有効活用を指導できる人材を育成することを目的とする。
同じ日本商工会議所が主催する日商PC検定試験の上位資格である。

## 概要
高度情報化社会において、情報通信技術（ICT）に関して幅広い知識を有し、かつ新しい情報ツールの活用に豊富な経験とを兼ね備えた優秀なICT指導者を育成・認定し、産業界における効率的ビジネスの推進と国民生活の向上ならびに情報通信技術の活用環境の構築に寄与することを目的として、日本商工会議所が1992年（平成4年）より実施されている認定制度である。この資格を取得するためには、日本商工会議所が主催する複数の検定試験に合格していることが前提条件であり、さらに研修や実習が必要となる。パソコンやインターネットについて詳しいことだけでなく、指導者としてのコミュニケーション能力も要求される。
認定には前提資格の取得が必須であり、さらに研修、レポートの提出、面接試験があるため、かなりの難関資格と言える。国家試験であるITパスポート試験や初級システムアドミニストレータ試験、基本情報技術者試験よりも合格難易度は高いとされる。

## 受験資格
日商PCプロフェッショナル認定証を取得することが必要となる。日商PC検定の「文書作成」「データ活用」「プレゼン資料作成」の3分野すべてにおいて、2級以上に合格する必要がある。

## 認定要件
日商マスターの認定には下記の要件をすべて満たす必要がある。
- 日商PCプロフェッショナル認定証を取得すること。取得していない場合、研修を受けることができない。
- 集合研修（年1回、2日間）を受講すること。研修は例年12月上旬頃、東京で開催される。
- 以下の第一次試験と第二次試験ともに合格すること。
  - 第一次試験として、必要書類を提出する。指導実績リスト・指導実績レポートで一定基準以上の評価を得ること。提出時期は例年1月中旬頃となる。
    - なお追加条件として、第一次試験までに日商簿記検定初級以上または日商簿記検定原価計算初級または電子会計実務検定3級以上に合格することが必要である。第一次試験までにできなかった場合、自動的に不合格となる。

  - 第二次試験として面接試験が課される。第一次試験で提出した指導実績リスト・レポートの内容について、指導者としての問題解決力や実践力を問う。日本商工会議所を会場として例年2月下旬〜3月上旬頃に実施される。第二次試験で認定要件を満たしたと判断された場合、最終的に日商マスター認定となる。
    - 第二次試験については、都合により来場できない場合はSkypeによる面接試験も可能である。

## 更新制度
他の多くの日本商工会議所認定資格（簿記検定、PC検定など）と異なり、日商マスターには有効期限が存在する。
日商マスターの有効期間は原則3年間である。更新するためには、定められた期間に日本商工会議所指定の研修会・講習に1度以上参加する必要がある。更新を行わない場合は、資格は失効してしまう。
なお、同じ日本商工会議所認定資格である販売士にも有効期限は存在する。

### 関連資格
- ITパスポート試験（国家試験、情報処理技術者試験）
- ITコーディネータ（経済産業省推進資格）
- ICTプロフィシエンシー検定